# ISO 3166-2:JP
この記事は、ISOの3166-2規格の内、JPで始まるものの一覧であり、日本の都道府県のコードである。JIS規格ではJIS X 0401（全国地方公共団体コード）が対応する。始めの2文字JPはISO 3166-1による日本の国名コード。

## コード

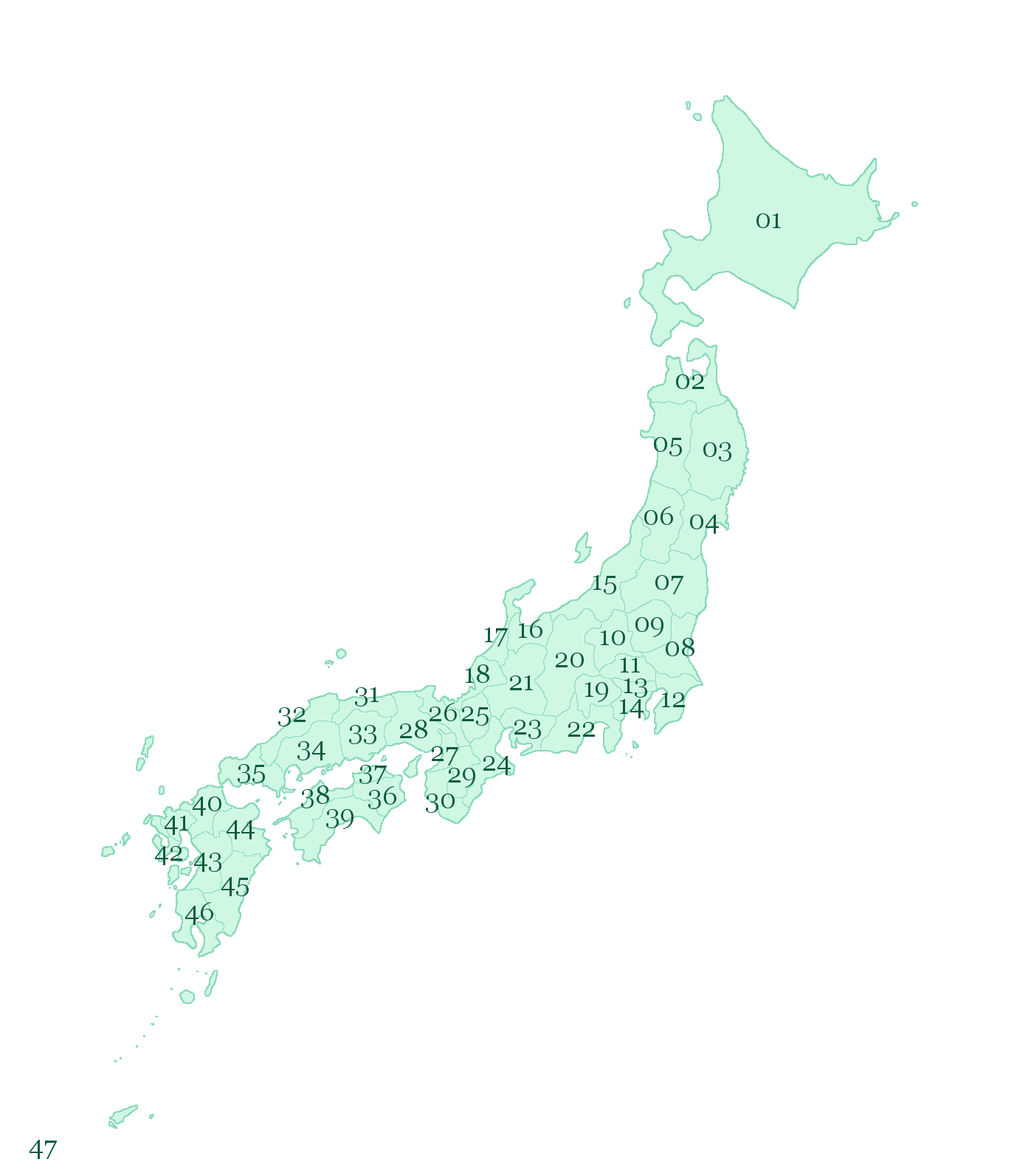
JPのあとの数字

- JP-01  北海道
- JP-02  青森県
- JP-03  岩手県
- JP-04  宮城県
- JP-05  秋田県
- JP-06  山形県
- JP-07  福島県
- JP-08  茨城県
- JP-09  栃木県
- JP-10  群馬県
- JP-11  埼玉県
- JP-12  千葉県
- JP-13  東京都
- JP-14  神奈川県
- JP-15  新潟県
- JP-16  富山県
- JP-17  石川県
- JP-18  福井県
- JP-19  山梨県
- JP-20  長野県
- JP-21  岐阜県
- JP-22  静岡県
- JP-23  愛知県
- JP-24  三重県
- JP-25  滋賀県
- JP-26  京都府
- JP-27  大阪府
- JP-28  兵庫県
- JP-29  奈良県
- JP-30  和歌山県
- JP-31  鳥取県
- JP-32  島根県
- JP-33  岡山県
- JP-34  広島県
- JP-35  山口県
- JP-36  徳島県
- JP-37  香川県
- JP-38  愛媛県
- JP-39  高知県
- JP-40  福岡県
- JP-41  佐賀県
- JP-42  長崎県
- JP-43  熊本県
- JP-44  大分県
- JP-45  宮崎県
- JP-46  鹿児島県
- JP-47  沖縄県